# Nieul-sur-Mer
Pour les articles homonymes, voir Nieul (homonymie).
Nieul-sur-Mer est une commune du Sud-Ouest de la France située dans le département de la Charente-Maritime (région Nouvelle-Aquitaine).
Ses habitants sont appelés les Nieulais et les Nieulaises.
Nieul-sur-Mer est une ville littorale située dans la première couronne de l'aire d'attraction de La Rochelle et dans la communauté d'agglomération de La Rochelle.

## Géographie

### Localisation et accès
Faisant partie du nord-ouest de la Charente-Maritime, face à l'île de Ré, Nieul-sur-Mer a toujours appartenu à l'ancienne province de l'Aunis dont La Rochelle était la capitale historique.
Sur un plan plus général, Nieul-sur-Mer est située à l'extrême nord du Sud-Ouest de la France, au centre de la côte atlantique dont elle est riveraine, faisant partie du « Midi atlantique ».
La ville est située au nord de l'agglomération rochelaise, dont le développement de ces dernières années tend à la souder de manière continue.

### Hameaux et lieux-dits
Outre le bourg, la commune comprend le village de Lauzières, à vocation ostréicole et mytilicole, et une partie du village du Payaud, partagé avec les communes de Puilboreau, Saint-Xandre et Lagord.

### Communes limitrophes
|                  | Marsilly      |              |
| Océan Atlantique | Nieul-sur-Mer | Saint-Xandre |
| L'Houmeau        | Lagord        | Puilboreau   |

## Urbanisme

### Typologie
Au 1er janvier 2024, Nieul-sur-Mer est catégorisée ceinture urbaine, selon la nouvelle grille communale de densité à 7 niveaux définie par l'Insee en 2022.
Elle appartient à l'unité urbaine de La Rochelle, une agglomération intra-départementale dont elle est une commune de la banlieue,. Par ailleurs la commune fait partie de l'aire d'attraction de La Rochelle, dont elle est une commune de la couronne,. Cette aire, qui regroupe 72 communes, est catégorisée dans les aires de 200 000 à moins de 700 000 habitants,.
La commune, bordée par l'océan Atlantique, est également une commune littorale au sens de la loi du 3 janvier 1986, dite loi littoral. Des dispositions spécifiques d’urbanisme s’y appliquent dès lors afin de préserver les espaces naturels, les sites, les paysages et l’équilibre écologique du littoral, tel le principe d'inconstructibilité, en dehors des espaces urbanisés, sur la bande littorale des 100 mètres, ou plus si le plan local d’urbanisme le prévoit.

### Occupation des sols
L'occupation des sols de la commune, telle qu'elle ressort de la base de données européenne d’occupation biophysique des sols Corine Land Cover (CLC), est marquée par l'importance des territoires agricoles (72 % en 2018), en diminution par rapport à 1990 (74,8 %). La répartition détaillée en 2018 est la suivante : 
terres arables (62,6 %), zones urbanisées (22,8 %), zones agricoles hétérogènes (6,3 %), prairies (3,1 %), zones humides côtières (2,4 %), zones humides intérieures (2,3 %), espaces verts artificialisés, non agricoles (0,5 %). L'évolution de l’occupation des sols de la commune et de ses infrastructures peut être observée sur les différentes représentations cartographiques du territoire : la carte de Cassini (XVIIIe siècle), la carte d'état-major (1820-1866) et les cartes ou photos aériennes de l'IGN pour la période actuelle (1950 à aujourd'hui).

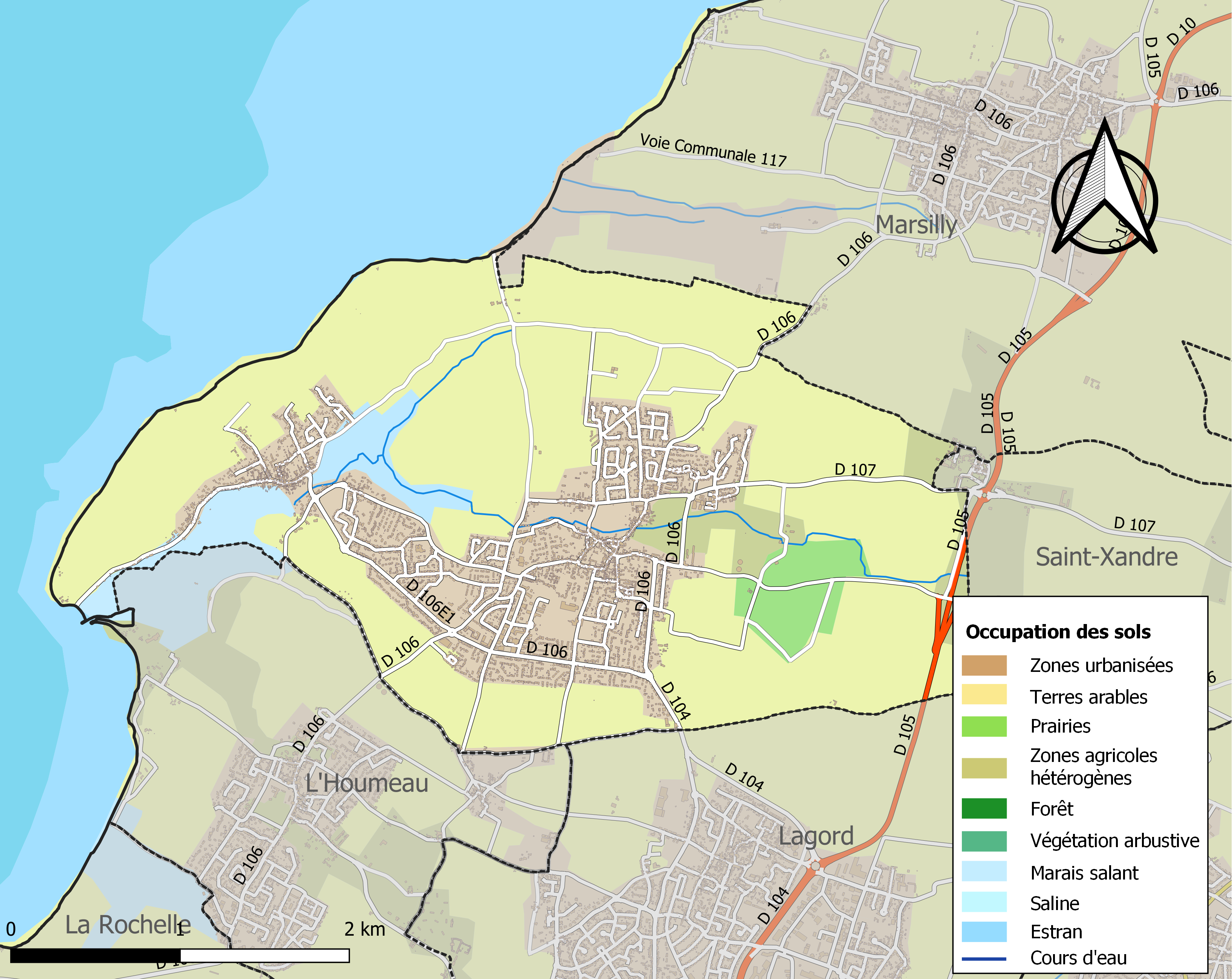
Carte des infrastructures et de l'occupation des sols de la commune en 2018 (CLC).

### Risques majeurs
Le territoire de la commune de Nieul-sur-Mer est vulnérable à différents aléas naturels : météorologiques (tempête, orage, neige, grand froid, canicule ou sécheresse), inondations, mouvements de terrains et séisme (sismicité modérée). Il est également exposé à un risque technologique,  le transport de matières dangereuses. Un site publié par le BRGM permet d'évaluer simplement et rapidement les risques d'un bien localisé soit par son adresse soit par le numéro de sa parcelle.

#### Risques naturels
La commune fait partie du territoire à risques importants d'inondation (TRI) de La Rochelle-Île de Ré, regroupant 21 communes concernées par un risque de submersion marine de la zone côtière, un des 21 TRI qui ont été arrêtés fin 2012 sur le bassin Loire-Bretagne et confirmé en 2018 lors du second cycle de la Directive inondation. Les submersions marines les plus marquantes des XXe et XXIe siècles antérieures à 2019 sont celles liées à la tempête du 9 février 1924, à la tempête du 15 février 1957, aux tempêtes Lothar et Martin des 26 et 27 décembre 1999 et à la tempête Xynthia des 27 et 28 février 2010. Cette tempête a eu pour conséquence l’instauration de zones de solidarité, où les parcelles considérées comme trop dangereuses pour y maintenir des maisons pouvaient à terme être expropriées (Loix, La Flotte, Nieul-sur-Mer, La Rochelle,…). Des cartes des surfaces inondables ont été établies pour trois scénarios : fréquent (crue de temps de retour de 10 ans à 30 ans), moyen (temps de retour de 100 ans à 300 ans) et extrême (temps de retour de l'ordre de 1 000 ans, qui met en défaut tout système de protection),. La commune a été reconnue en état de catastrophe naturelle au titre des dommages causés par les inondations et coulées de boue survenues en 1982, 1999, 2001 et 2010,.

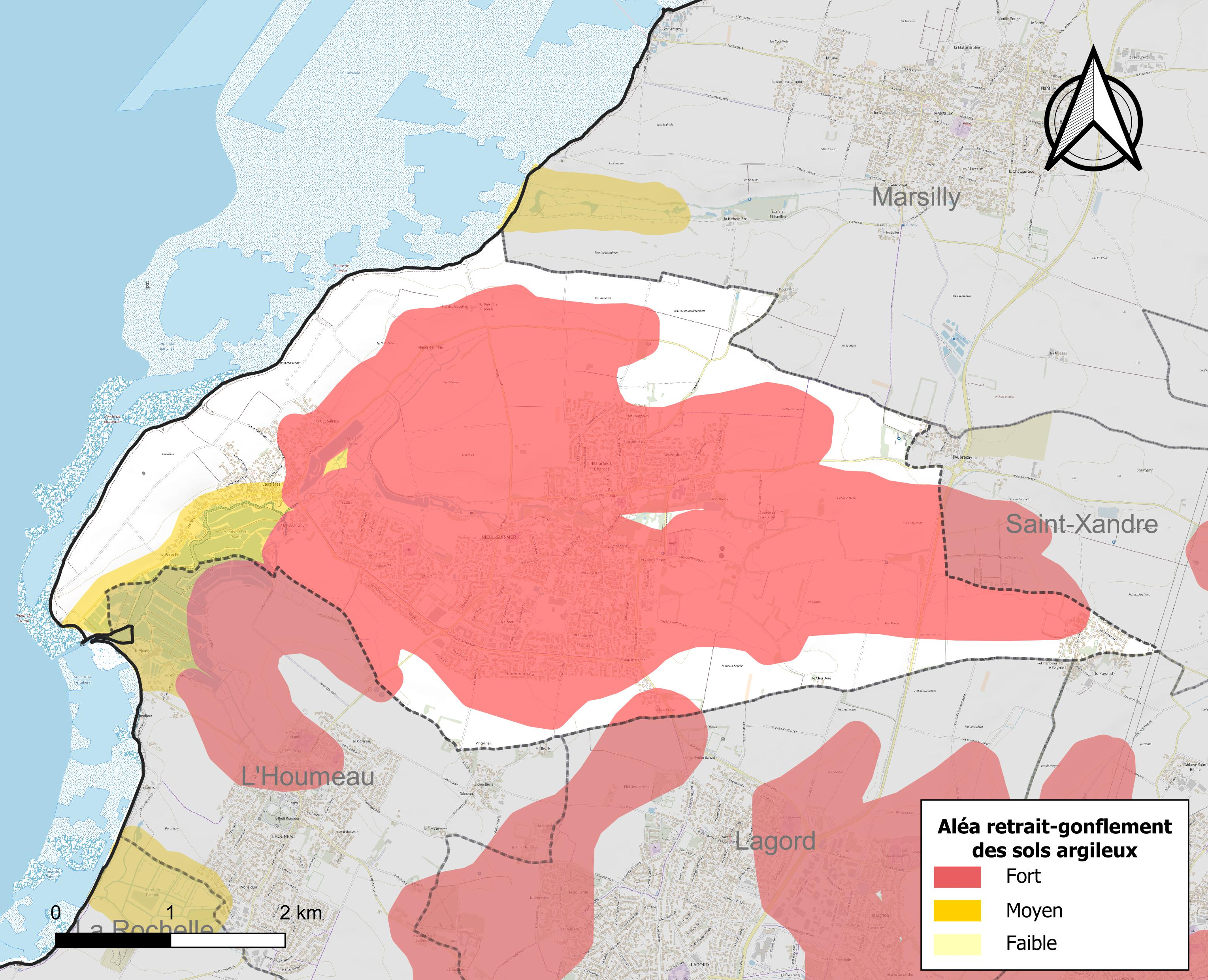
Carte des zones d'aléa retrait-gonflement des sols argileux de Nieul-sur-Mer.

Les mouvements de terrains susceptibles de se produire sur la commune sont des tassements différentiels.
Le retrait-gonflement des sols argileux est susceptible d'engendrer des dommages importants aux bâtiments en cas d’alternance de périodes de sécheresse et de pluie. 70,8 % de la superficie communale est en aléa moyen ou fort (54,2 % au niveau départemental et 48,5 % au niveau national). Sur les 2 750 bâtiments dénombrés sur la commune en 2019,  2 540 sont en aléa moyen ou fort, soit 92 %, à comparer aux 57 % au niveau départemental et 54 % au niveau national. Une cartographie de l'exposition du territoire national au retrait gonflement des sols argileux est disponible sur le site du BRGM,.
Par ailleurs, afin de mieux appréhender le risque d’affaissement de terrain, l'inventaire national des cavités souterraines permet de localiser celles situées sur la commune.
Concernant les mouvements de terrains, la commune a été reconnue en état de catastrophe naturelle au titre des dommages causés par la sécheresse en 1989, 2003, 2005 et 2011 et par des mouvements de terrain en 1999 et 2010.

#### Risques technologiques
Le risque de transport de matières dangereuses sur la commune est lié à sa traversée par une ou des infrastructures routières ou ferroviaires importantes ou la présence d'une canalisation de transport d'hydrocarbures. Un accident se produisant sur de telles infrastructures est susceptible d’avoir des effets graves sur les biens, les personnes ou l'environnement, selon la nature du matériau transporté. Des dispositions d’urbanisme peuvent être préconisées en conséquence.

## Toponymie
Il s'agit d'un composé dont les deux parties sont d'origine gauloise : novio- (« nouveau ») et -ialo (« clairière »), mais plus tard -ialo prend aussi le sens d'« habitation », « village »[réf. nécessaire].

Nieul est donc une « nouvelle clairière » ou plus simplement un « nouveau village ».

## Politique et administration

### Liste des maires
| Période                                  | Période       | Identité             | Étiquette | Qualité                                                                   |
| ---------------------------------------- | ------------- | -------------------- | --------- | ------------------------------------------------------------------------- |
| mai 1871                                 | février 1872  | Alexandre Chauvet    |           |                                                                           |
| février 1872                             | décembre 1874 | Jean Jacques Lemoine |           |                                                                           |
| décembre 1874                            | mai 1888      | François Fleury      |           |                                                                           |
| mai 1888                                 | janvier 1893  | Théodore Druaud      |           |                                                                           |
| janvier 1893                             | 15 mai 1904   | Jules Prunier        |           |                                                                           |
| mai 1904                                 | décembre 1919 | Auguste Cossevin     |           |                                                                           |
| décembre 1919                            | juin 1930     | Gustave Moreau       |           |                                                                           |
| juin 1930                                | janvier 1969  | Gabriel Chobelet     | Rad.      | Capitaine de frégate de réserve                                           |
| janvier 1969                             | mars 1971     | Maurice André        |           |                                                                           |
| mars 1971                                | mars 1977     | Étienne Bizière      |           |                                                                           |
| mars 1977                                | décembre 1991 | Roger Guillon        |           |                                                                           |
| décembre 1991                            | mars 2001     | Alain Devaud         | PS        | Instituteur                                                               |
| mars 2001                                | mars 2008     | Yves Rousseau        | PS        | Inspecteur général des impôts (circonscription de La Rochelle Ouest)      |
| mars 2008                                | mai 2020      | Henri Lambert        | PRG       | Retraité 3e vice-président de la CA de La Rochelle                        |
| mai 2020                                 | En cours      | Marc Maigné          | PRG       | Médecin conseil Conseiller communautaire délégué Conseiller départemental |
| Les données manquantes sont à compléter. |               |                      |           |                                                                           |

## Démographie
En 2012, elle fait partie des 18 villes de Charente-Maritime à compter plus de 5 000 habitants et se classe au 14e rang avant Puilboreau et juste après Châtelaillon-Plage.
L'Insee l'a catégorisée comme commune urbaine au recensement de 1982.

L'évolution du nombre d'habitants est connue à travers les recensements de la population effectués dans la commune depuis 1793. Pour les communes de moins de 10 000 habitants, une enquête de recensement portant sur toute la population est réalisée tous les cinq ans, les populations de référence des années intermédiaires étant quant à elles estimées par interpolation ou extrapolation. Pour la commune, le premier recensement exhaustif entrant dans le cadre du nouveau dispositif a été réalisé en 2007.

En 2022, la commune comptait 5 805 habitants, en évolution de +0,66 % par rapport à 2016 (Charente-Maritime : +4,04 %, France hors Mayotte : +2,11 %).
| 1793  | 1800  | 1806  | 1821  | 1831  | 1836  | 1841  | 1846  | 1851  |
| ----- | ----- | ----- | ----- | ----- | ----- | ----- | ----- | ----- |
| 1 067 | 1 015 | 1 174 | 1 260 | 1 313 | 1 404 | 1 475 | 1 549 | 1 517 |

| 1856  | 1861  | 1866  | 1872  | 1876  | 1881  | 1886  | 1891  | 1896  |
| ----- | ----- | ----- | ----- | ----- | ----- | ----- | ----- | ----- |
| 1 463 | 1 516 | 1 501 | 1 386 | 1 400 | 1 411 | 1 445 | 1 351 | 1 311 |

| 1901  | 1906  | 1911  | 1921  | 1926  | 1931  | 1936  | 1946  | 1954  |
| ----- | ----- | ----- | ----- | ----- | ----- | ----- | ----- | ----- |
| 1 259 | 1 248 | 1 256 | 1 176 | 1 222 | 1 259 | 1 239 | 1 240 | 1 509 |

| 1962  | 1968  | 1975  | 1982  | 1990  | 1999  | 2006  | 2007  | 2012  |
| ----- | ----- | ----- | ----- | ----- | ----- | ----- | ----- | ----- |
| 1 574 | 1 763 | 2 581 | 4 057 | 4 957 | 5 641 | 5 608 | 5 600 | 5 712 |

| 2017  | 2022  | - | - | - | - | - | - | - |
| ----- | ----- | - | - | - | - | - | - | - |
| 5 759 | 5 805 | - | - | - | - | - | - | - |

## Équipements et services

### Services de la santé
Nieul-sur-Mer dispose d'un certain nombre de services dans les secteurs médical et paramédical qui se sont développés grâce à sa proximité de l'agglomération de La Rochelle et à croissance démographique.
Les services médicaux
La commune possède trois cabinets médicaux dont un situé dans le gros village de Lauzières, en bordure du Pertuis breton, et deux cabinets en soins dentaires dont un au village de Lauzières.
Nieul-sur-Mer ne dispose d'aucun médecin spécialiste, les habitants vont habituellement consulter ceux installés à La Rochelle.
De même, la commune n'est pas équipée d'un centre de radiologie médicale ou IRM qui dépend de La Rochelle pour ce type de prestation.
Le Centre hospitalier le plus proche est celui de  La Rochelle, situé à une dizaine de kilomètres à l'ouest, offrant une palette extrêmement étendue de soins, étant le plus grand hôpital du département de la Charente-Maritime.
Les services paramédicaux
Dans ce domaine, Nieul-sur-Mer est équipée de trois centres en soins infirmiers, de deux cabinets de kinésithérapie, d'un cabinet de pédicure-podologue et d'un cabinet d'orthophoniste. La ville ne dispose pas d'un laboratoire d'analyses médicales, le plus proche étant situé à La Rochelle.
À cela s'ajoute deux pharmacies, une parapharmacie et un opticien-lunettier.
Concernant les services d'urgence médicale, la commune dépend du centre principal de secours de La Rochelle.
Par ailleurs, Nieul-sur-Mer dispose d'une clinique vétérinaire.

## Lieux et monuments

### Patrimoine religieux
- Vestiges du prieuré de Sermaize qui aurait été fondé au XIIe siècle par le roi Henri II Plantagenêt. Complètement pillé pendant la guerre de Cent Ans, le monastère ne jouit pas longtemps de sa prospérité. En 1568, il est abandonné par les religieux et en 1689 transformé en distillerie. C'est la Société d'archéologie et d'histoire de l'Aunis qui en 1990, réalise des travaux de défrichage et de nettoyage du site. La grange comporte au sud une porte du XIIIe siècle et au nord une autre porte et deux enfeus. Ils ont été inscrits au titre des monuments historiques par arrêté du 18 février 1925[28].
- Église Saint-Philbert du XVe siècle dont le clocher qui a survécu aux guerres de religion a été inscrit au titre des monuments historiques par arrêté du 23 février 1925[29]. Ce clocher est un donjon quadrangulaire presque aveugle faisant penser à une construction pour un usage plus militaire que religieux[30]. L'église presque ruinée en 1641 reste, un siècle plus tard « ni voûtée, ni lambrissée ». Elle est agrandie au XIXe siècle, avec la création d’un bras de transept sud, en symétrie avec le bras nord.

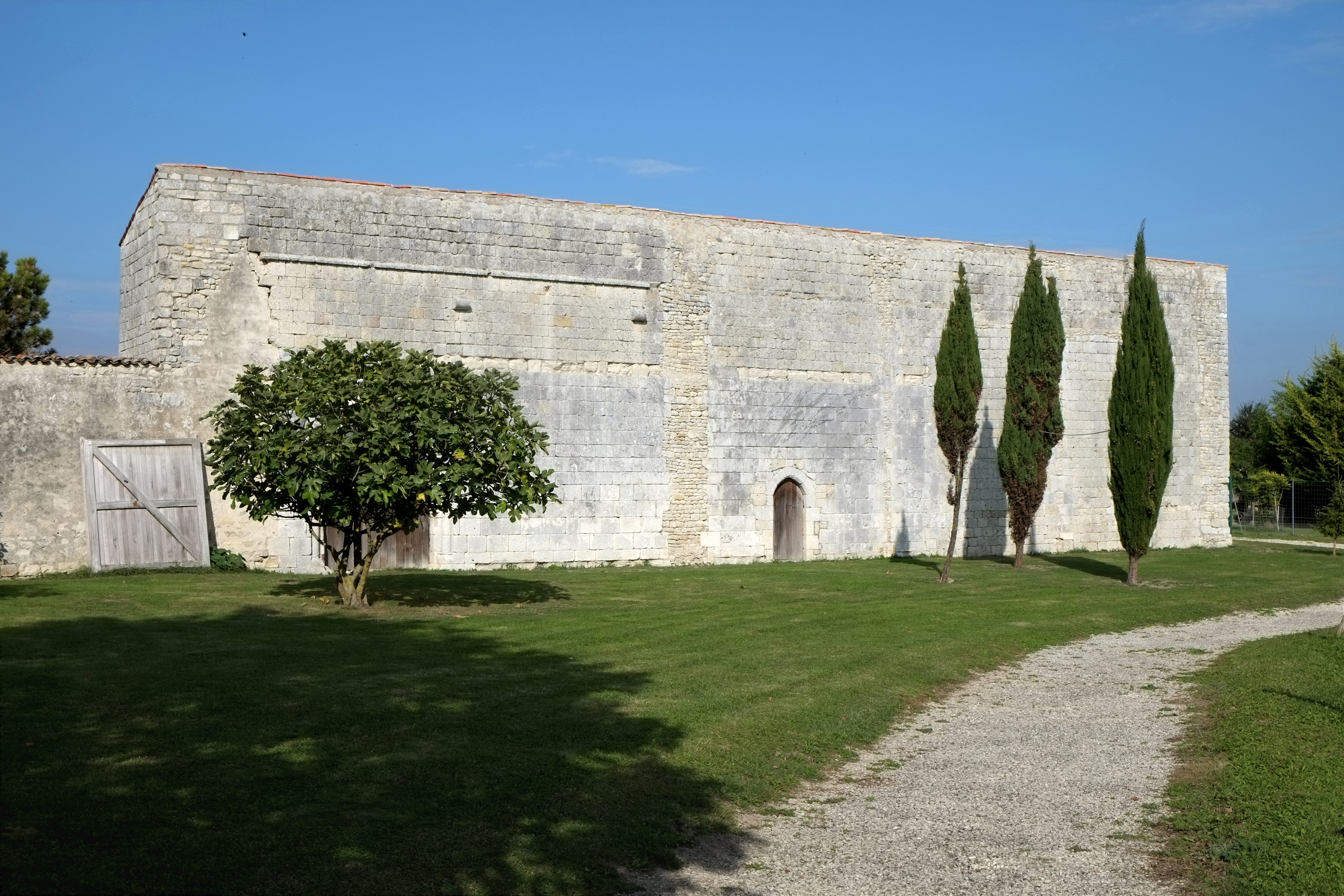
L'ancien prieuré de Sermaize.
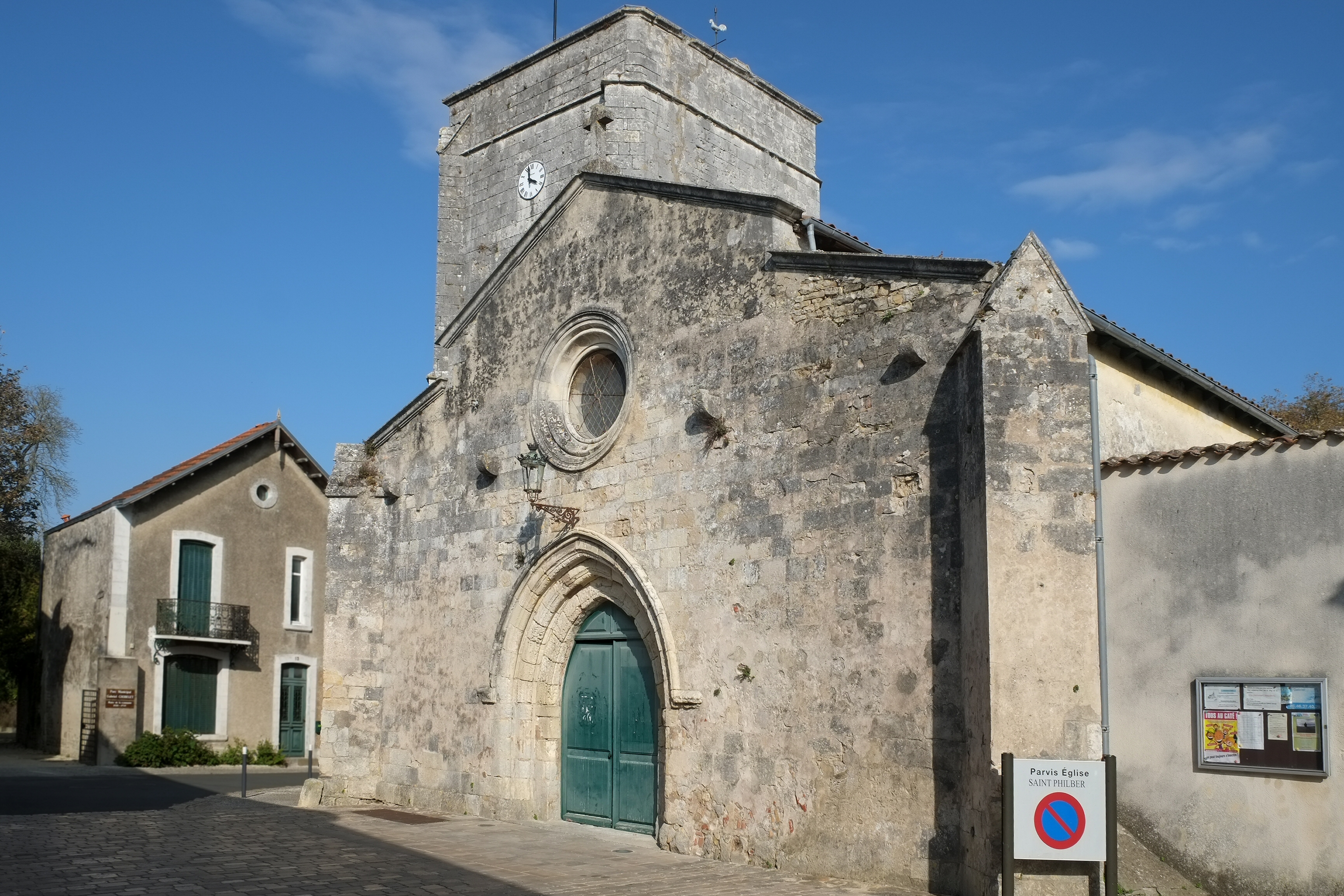
L'église Saint-Philbert.
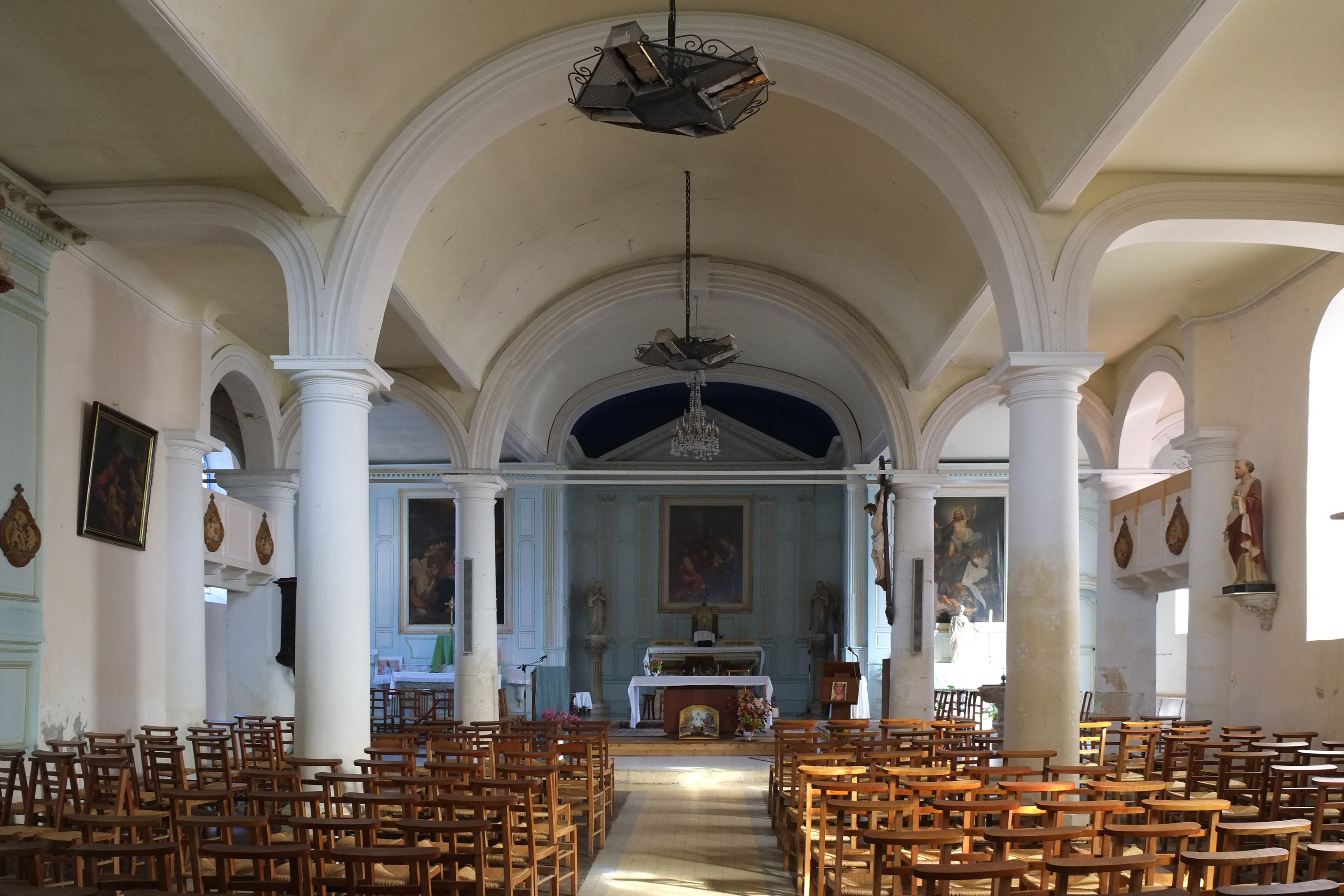
La nef de l'église Saint-Philbert.

### Patrimoine civil
- Ancien domaine du Portail est un manoir datant du XVe siècle dont l'entrée fortifiée et le mur de clôture ont été classés au titre des monuments historiques par arrêté du 5 août 1920[31]. On peut voir le porche d’entrée de style gothique, une porte cochère surmontée d’un gâble en accolade orné de choux, une ancienne bretèche et quelques créneaux. À noter aussi, les pinacles et les armoiries. En 1885, la commune fait l'acquisition du domaine qui accueille l'école des filles jusqu'au milieu du XXe siècle[32].
- Le ruisseau le Gô. Nommé « Raoul » aux XVIIe et XVIIIe siècles, le Gô traverse toute la ville. On y faisait macérer le chanvre afin d'utiliser ses fibres pour la confection de cordages et de textiles[32].
- L'œil de bac. Dans des maisons traditionnelles, une ouverture laisse apparaître un « œil de bac » supposé apporter de la lumière dans la cuisine.
- Le pigeonnier Domaine de Beauregard
- Ancien véhicule des sapeurs-pompiers de Nieul-sur-Mer.
- La Borderie du Gô, ancienne maison d’armateurs rochelais (Garesché, Bardet...) depuis le XVIIeme, faisant partie de la Fondation du patrimoine.

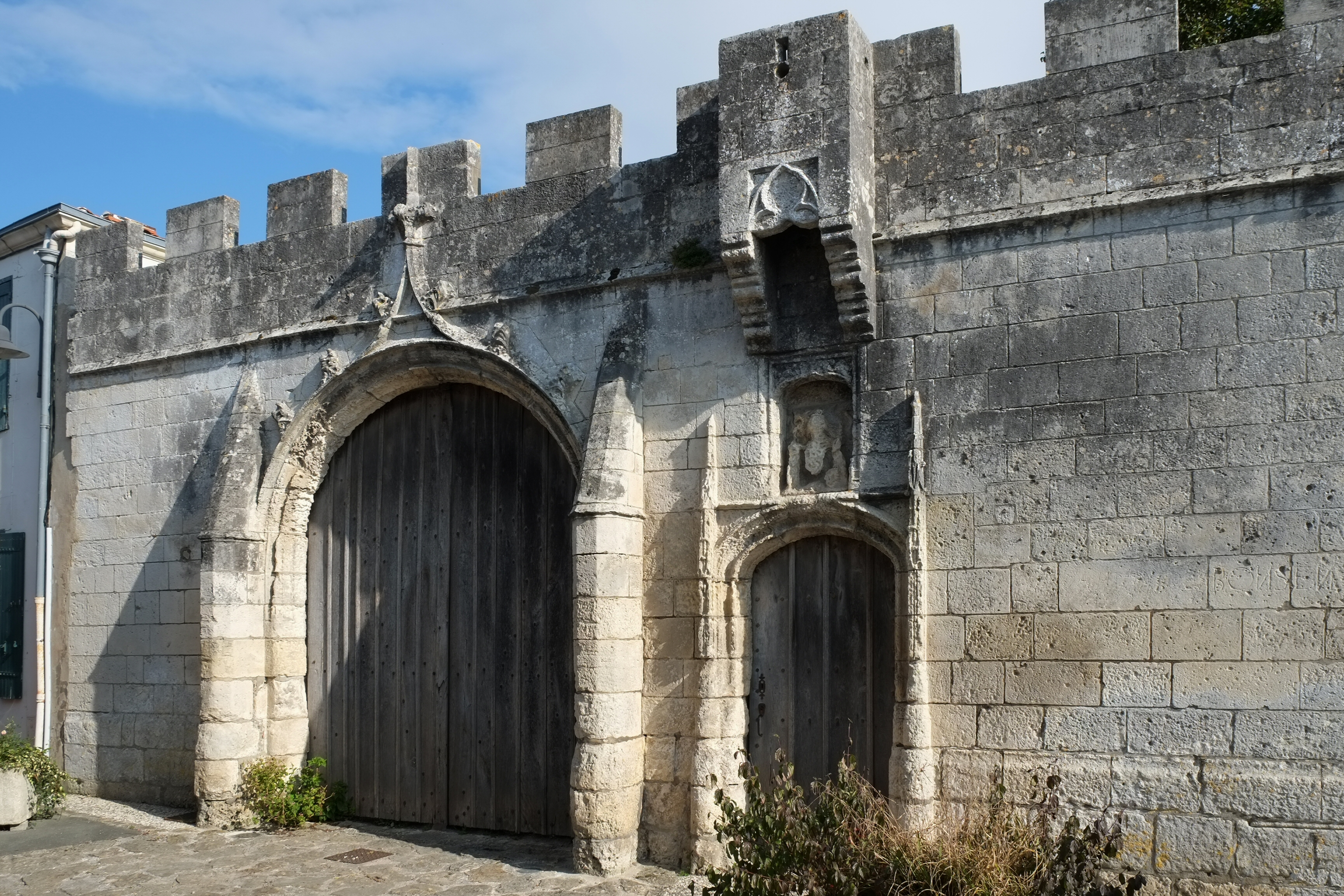
Le domaine du Portail.
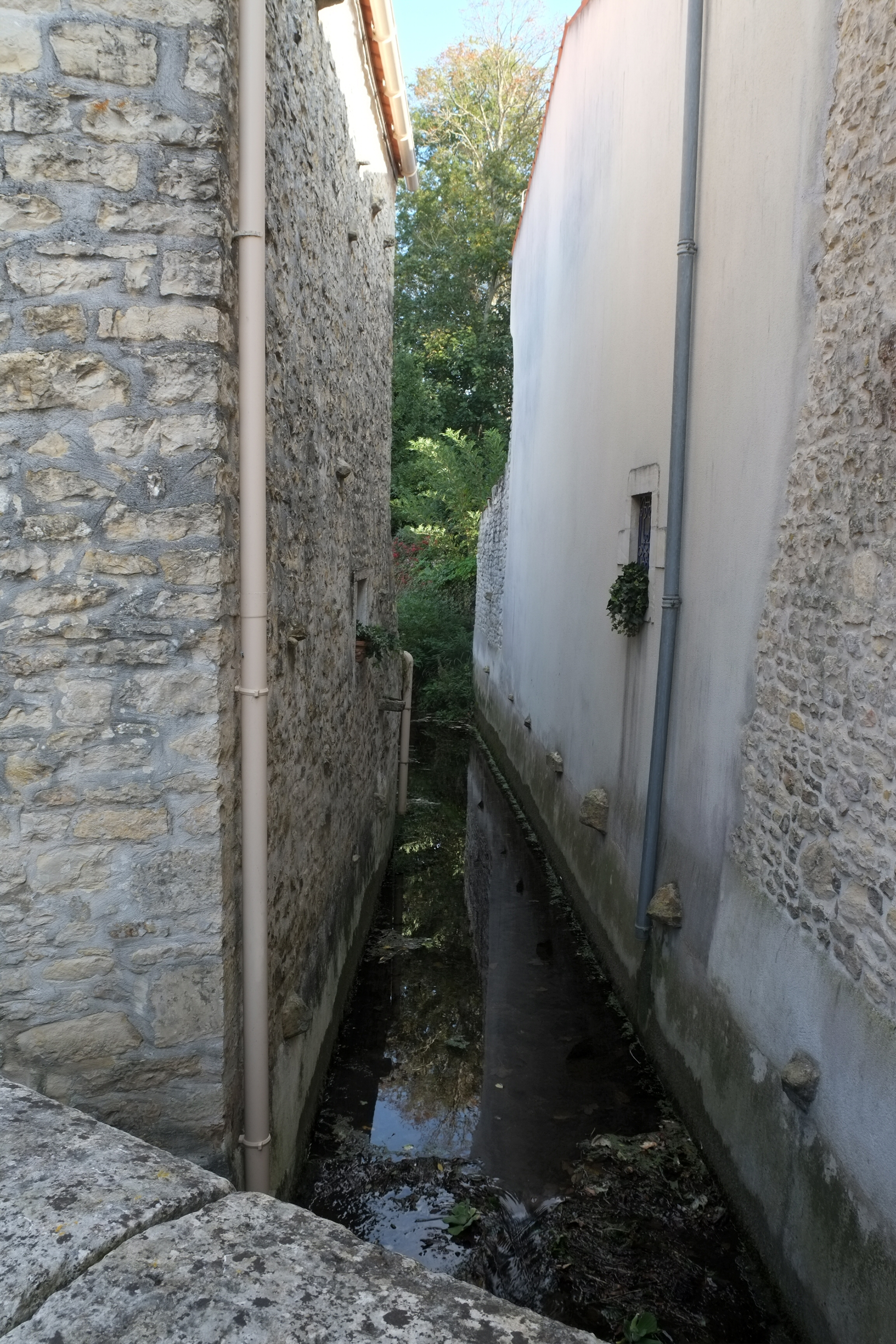
Le Gô traverse la ville.
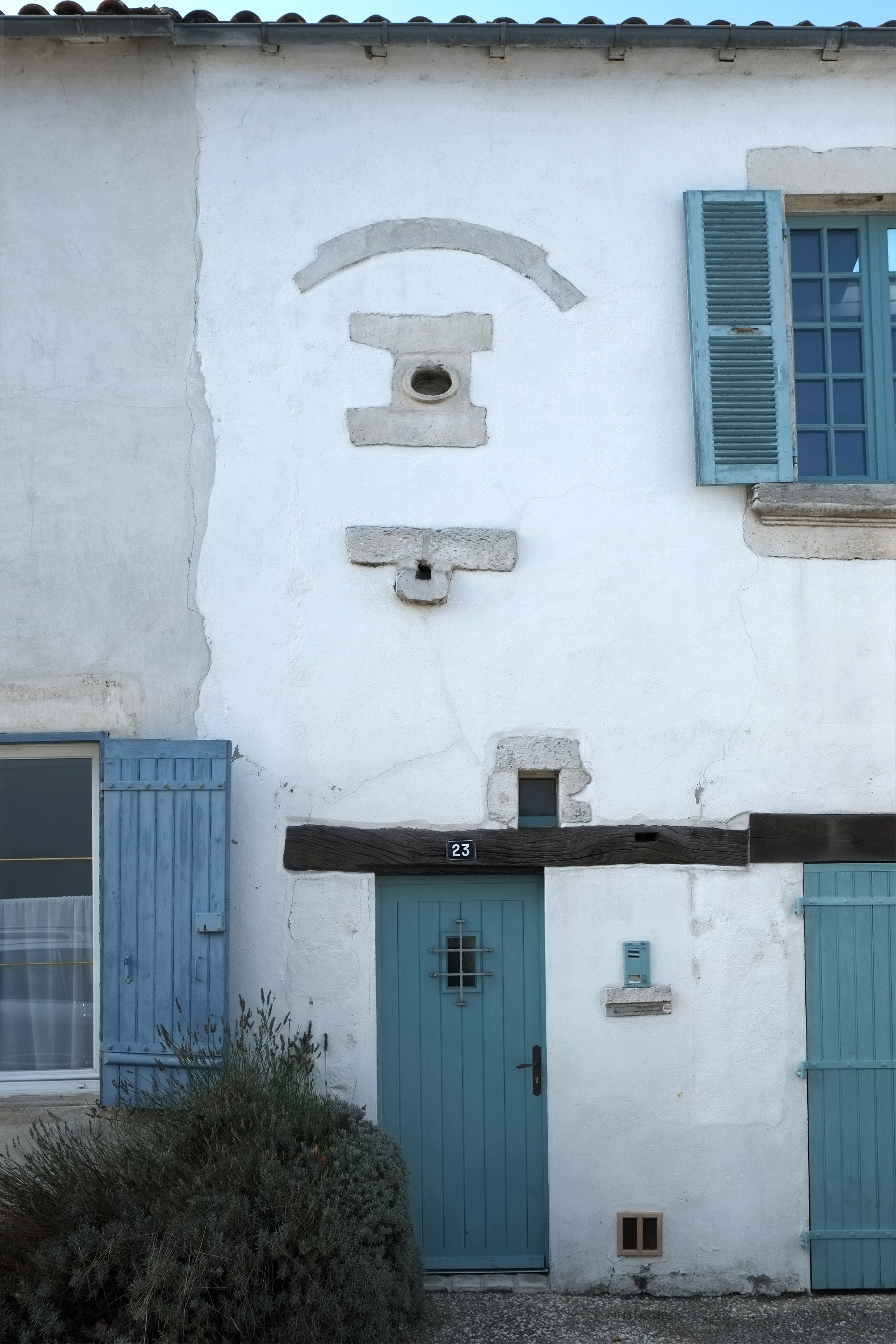
Œil de bac au 23 rue Beauregard.
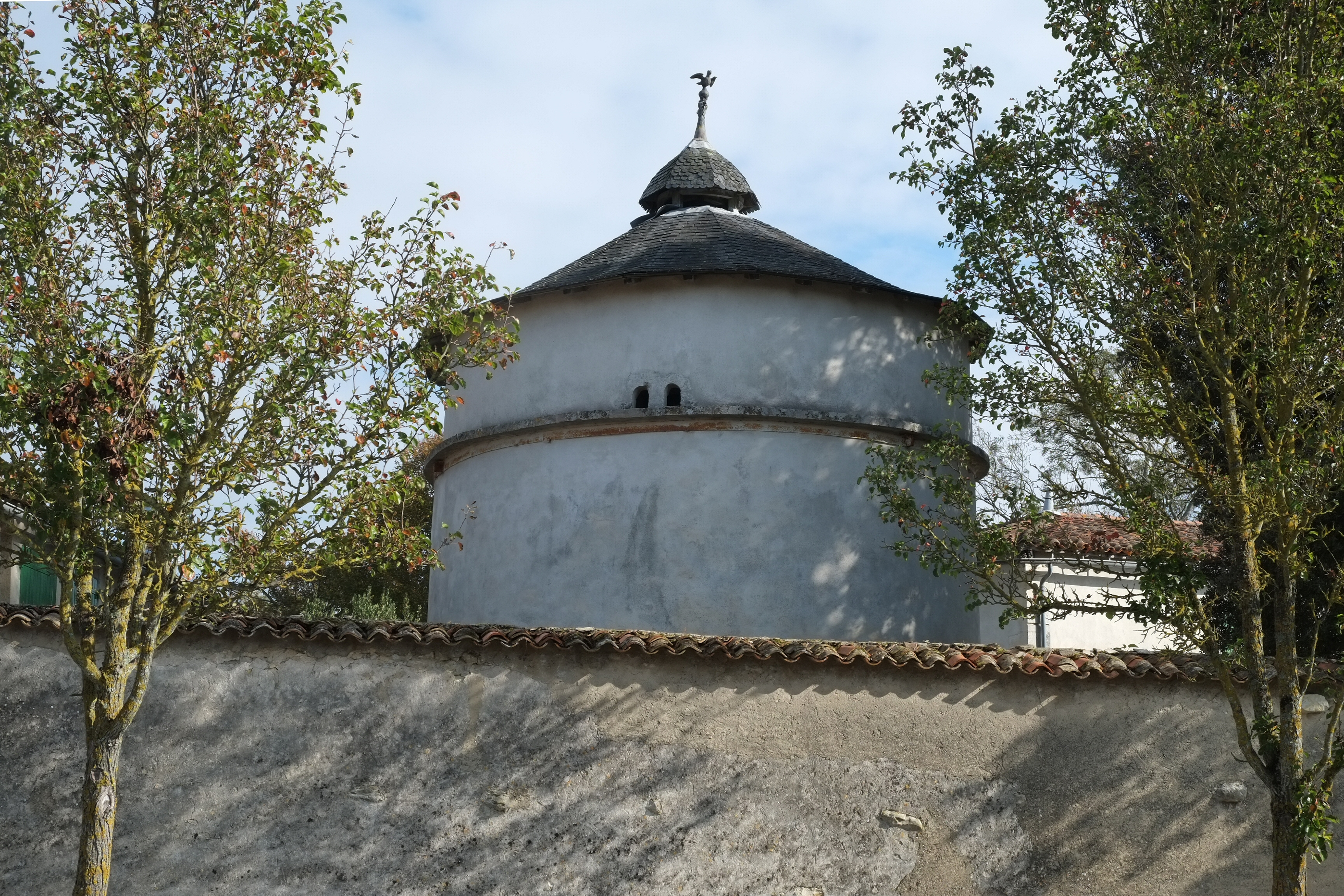
Le pigeonnier.
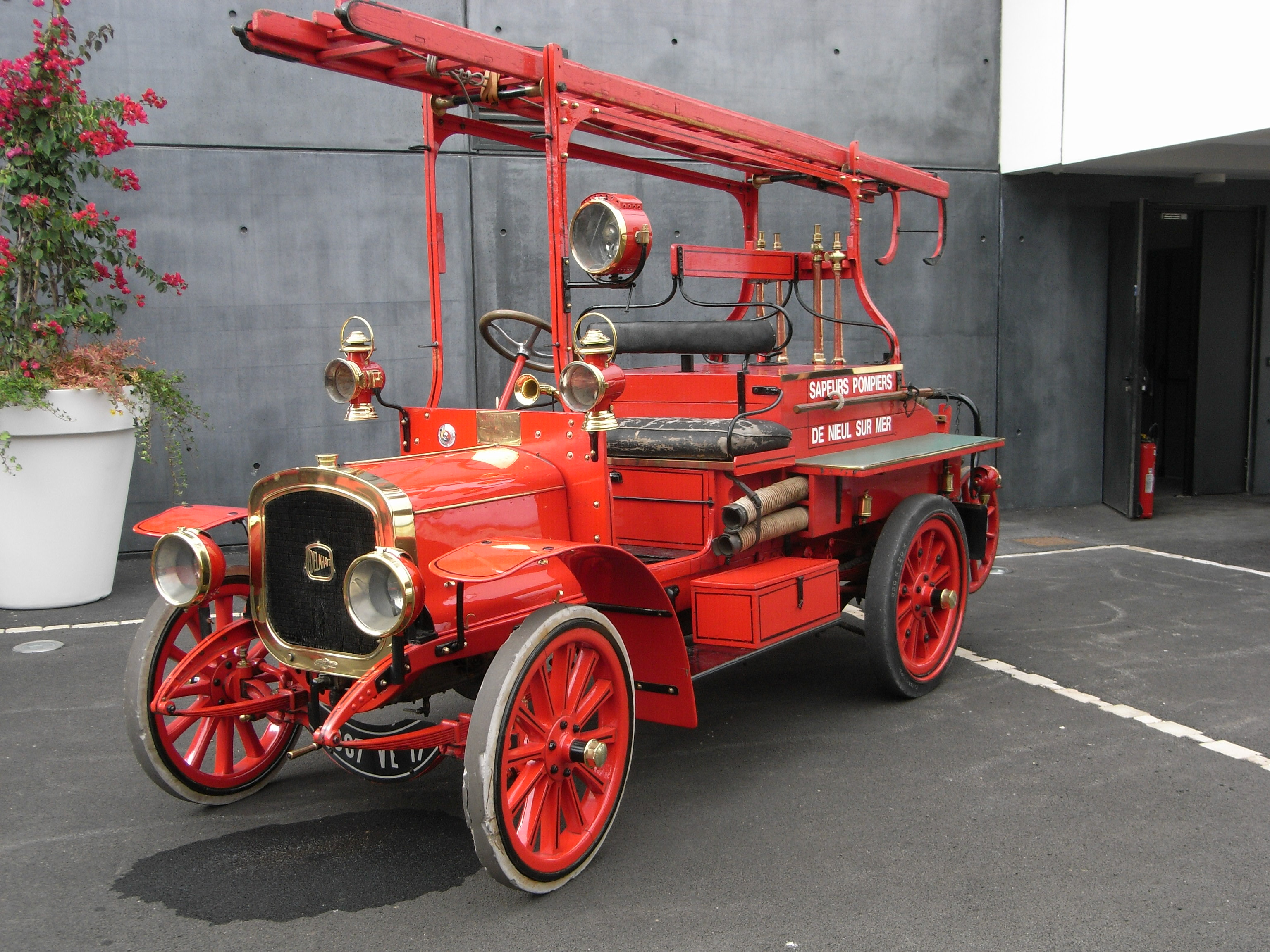
Autopompe Delahaye-Farcoy, type 32 no 3562.

### Patrimoine environnemental

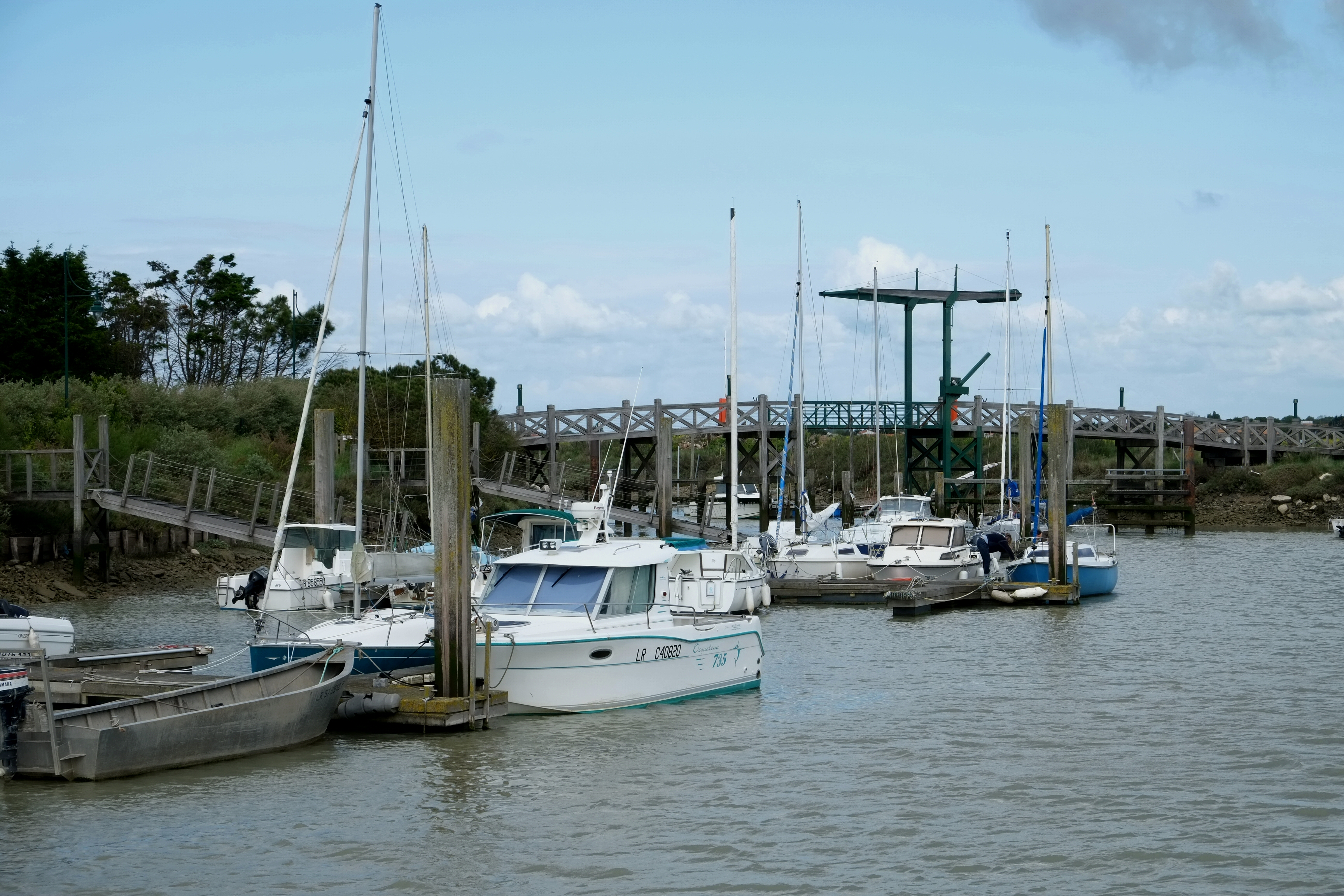
Le port du Plomb.

- Le parc Léonce-Vieljeux, avec un bassin et un étang, actuellement en pré-inventaire des jardins remarquables.
- Le port du Plomb, port ostréïcole et de plaisance, partagé avec la commune de L'Houmeau.

## Personnalités liées à la commune
- Nicole Avril (1939- ), écrivaine, a toutes sortes d'attaches familiales et de souvenirs à Nieul-sur-Mer, qu'elle évoque souvent dans ses livres. La Disgrâce s'y déroule entièrement, dans la propriété de la Prée-aux-Bœufs.
- Gaston Balande (1880-1971), peintre très attaché à la Charente-Maritime et en particulier à Lauzières, où il posséda longtemps une maison, est enterré au cimetière de Nieul-sur-Mer ;
- Pierre Blanchon (1898-1956), historien, poète, romancier, éditeur, auteur de Premiers vers (1898), de Solitude (1904) et de Correspondance et fragments inédits d'Eugène Fromentin (1912).
- Gabriel Charlopeau (1889-1967), peintre paysagiste, s'installe à Nieul-sur-Mer en 1920 et y décède ;
- Paul-Émile Lafontaine (1829-1886), officier de marine et auteur d'un ouvrage sur son voyage dans le Pacifique, Campagne des mers du sud, est né à Nieul-sur-Mer le 16 avril 1829 ;
- Catherine Lépront -(1951-2012)-, écrivaine -(le tour du domaine - des gens du monde)-, prix Goncourt de la Nouvelle 1992 et prix Louis Guilloux 2004, y a vécu dans les années 1980 au Val Hureau.
- Sandrine Rousseau (1972-), économiste et femme politique française écologiste, a passé une partie de son enfance dans cette commune dont son père a été maire entre 2001 et 2008[33].
- Georges Simenon (1903-1989) y a acheté une maison en 1938 et y passa les années de la Seconde guerre mondiale avec sa première épouse Régine Renchon, dite Tigy. Après leur divorce, la maison fut cédée à Tigy, qui l'occupa jusqu'à la fin de sa vie. Une rue porte le nom de l'écrivain dans le village ;
- René-Josué Valin (1695-1765), juriste spécialiste du droit maritime, mort à Nieul.